# Incubator (celkweek)

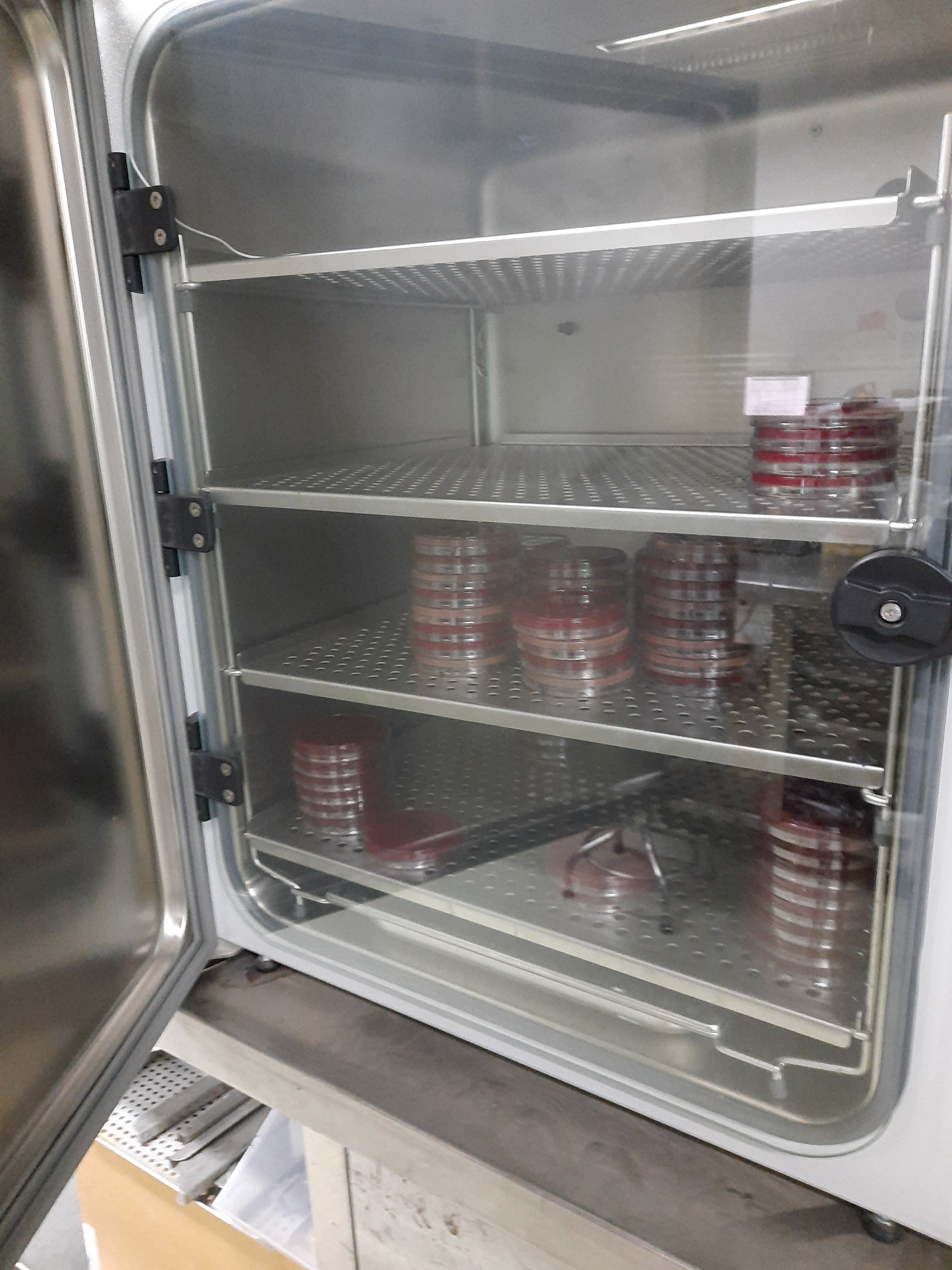
Een eenvoudige incubator voor kweek van microbiologische cultuur, met daarin een aantal petrischalen.

Een laboratoriumincubator, ook wel stoof genoemd, is een afgesloten, temperatuur-gecontroleerd apparaat waarin men levende celculturen kan laten groeien en in kweek houden. De incubator handhaaft een optimale temperatuur, vochtigheid en specifieke gasconcentraties zoals CO2 en zuurstof. Incubatoren worden veel gebruikt in het laboratorium binnen de moleculaire biologie en microbiologie.
De meest gangbare temperatuur voor bacteriën (zoals E. coli) en zoogdiercellen is 37 °C, aangezien deze organismen onder dergelijke omstandigheden goed groeien. Voor de kweek van gist (Saccharomyces cerevisiae) en andere schimmels is een groeitemperatuur van 28–30 °C optimaal. Het CO2-niveau in de meeste incubatoren is 5% om het bicarbonaat-buffersysteem in het kweekmedium in balans te houden.
Sommige incubatoren zijn uitgerust met een schudplatform voor kweek van suspensieculturen. Rondschudden houdt de cellen homogeen verdeeld over het medium, waardoor alle cellen gelijke toegang hebben tot voeding en zuurstof. 

## Geschiedenis
De eerste incubators werden duizenden jaren geleden al gebruikt in Egypte en China om kippeneieren uit te broeden. Het waren kleine ruimtes, door vuur verwarmd, waarin men de bevruchte eieren warm hield. De eerste incubatoren voor kweek van biologische culturen werden in de 19e eeuw ontwikkeld. Ze bestonden uit een simpele glazen stolp die boven een brandende kaars werden opgesteld. Temperatuur werd bijgehouden door middel van thermometers (zoals die uitgevonden door Réaumur). In de 20e eeuw kwam de CO2-incubator op de markt, deels door de vraag naar viruskweek voor vaccins (bijv. poliovaccin). Deze incubatoren werden in onderzoeksinstellingen steeds populairder voor celbiologisch en microbiologisch onderzoek. Celkweek in incubatoren stond aan de basis van de grootschalige productie van recombinante eiwitten, zoals insuline.

## Contaminatiegevaar
Incubatoren zijn een warme, vochtige omgeving en dus een broedplaats voor contaminerende organismen, zoals omgewenste bacteriën (Mycoplasma), schimmels en sporen. Moderne CO2-incubatoren bevatten vaak koper in hun behuizing. Doordat het koper in de loop der tijd afbreekt, komt er koperoxide vrij, dat de microbiële cellen vernietigt. Labincubatoren worden meestal regelmatig gereinigd met ethanol of waterstofperoxide om contaminaties te voorkomen.